# Premi César González-Ruano
El Premi César González-Ruano de periodisme va ser un prestigiós premi literari atorgat per la Fundació MAPFRE en Madrid, Espanya. Va existir de 1975 a 2014 en honor del periodista i escriptor César González Ruano, en adquirir Mapfre l'edifici del Cafè Teide, en el qual González-Ruano va escriure molts dels seus articles.
Podien participar tots els escriptors que presentessin un article que hagués estat publicat durant l'any del premi, en qualsevol periòdic o revista espanyola. Va estar premiat amb una quantitat en metàl·lic i una escultura de Venancio Blanco.
El gener de 2014 la Fundació Mapfre va anunciar oficialment la seva reconversió en un Premi de Narració Curta Fundació Mapfre.
La cancel·lació del premi coincidí amb la publicació del llibre El marqués y la esvástica. César González-Ruano y los judíos en el París ocupado (Anagrama, 2014) de Rosa Sala i Rose i Plàcid Garcia-Planas, en el qual es documenta l'estreta relació de César González-Ruano amb el nazisme. No obstant això, Pablo Jiménez, director de la Fundació Mapfre, va negar qualsevol relació entre aquest llibre i la inesperada cancel·lació del premi: "volíem obrir-nos a Llatinoamèrica, acollir als bloguers... així que finalment modifiquem les bases del premi reconvertint-ho en un guardó al relat curt".

## Jurat
El jurat del premi s'encarregava d'estimar "la qualitat literària i el reflex d'algun aspecte de la realitat viva del nostre temps" dels articles presentats a concurs. Per al premi atorgat en 2010, corresponent a l'edició 2009 van participar: Alberto Manzano Martos; Manuel Alcántara; el periodista Juan Cruz; Juan Fernández-Layos Rubio; l'escriptor Antonio Gala; el professor de Literatura Espanyola i Hispanoamericana en la Universitat Complutense, Fernando Rodríguez Lafuente; el periodista Daniel Samper Pizano; el periodista Vicente Verdú; Daniel Restrepo Manrique i el guanyador de la convocatòria de l'any 2007, Ignacio Camacho.

## Guanyadors
Llista dels guanyadors del premi, al costat del nom del seu article.
- 1975. Antonio Gala, Los ojos de Troylo
- 1976. José Luis Martín Descalzo, Cementerios civiles
- 1977. Luis María Anson Oliart, La dictadura del miedo
- 1978. Manuel Alcántara, Tono
- 1979. Francisco Umbral, El Trienio
- 1980. Manuel Vicent, No pongas tus sucias manos sobre Mozart
- 1981. Luis Calvo Andaluz, Josep Pla
- 1982. Juan Cueto Alas, Mondoñedo no existe
- 1983. Manuel Blanco Tobío, La descolonización de Encarnita
- 1984. Jaime Campmany, A tumba abierta
- 1985. Emilio Romero, En los jardines de palacio, tal día como anteayer
- 1986. José García Nieto, Con Gerardo en el Café Gijón
- 1987. Máximo Sanjuan «Máximo», Los artistas entre las musas y Mercurio
- 1988. José Ortega Spottorno, Amigo y Tocayo
- 1989. José Luis Garci, Un maestro
- 1990. Horacio Sáenz Guerrero, Una luz se ha apagado
- 1991. Luchy Núñez, Matar a un niño
- 1992. Federico Jiménez Losantos, Los toros de Guisando
- 1993. Eugenio Suárez Gómez, La vuelta de la esquina
- 1994. Alfonso Ussía, La pasajera
- 1995. Víctor Márquez Reviriego, España de andar y ver
- 1996. Vicente Verdú, La soledad
- 1997. Juan José Armas Marcelo, Relevo en el imperio del leopardo
- 1998. Carlos Luis Álvarez Álvarez «Cándido», Nation of God
- 1999. Juan Manuel de Prada Blanco, Un seno Kosovar
- 2000. Gregorio Salvador Caja, Antes y ahora
- 2001. Fernando Savater, Mi primer editor
- 2002. Antonio Muñoz Molina, Los herederos
- 2003. Arturo Pérez-Reverte, Una ventana a la guerra
- 2004. Francisco Rodríguez Adrados, Palabras como chicles
- 2005. Raúl del Pozo, Réquiem por el maestro de los epitafios
- 2006. Antonio Burgos, Que no daría yo, Rocío…
- 2007. Ignacio Camacho, Umbrales
- 2008. Carlos Fuentes, El Yucatán de Lara Zavala
- 2009. Gabriel Albiac, La Sandalia de Empédocles
- 2010. Jorge Edwards, La serpiente de San Miguel
- 2011. Félix de Azúa, Contra Jeremías
- 2012. Leila Guerriero, El bovarismo, dos mujeres y un pueblo de La Pampa